# Dajun (sockenhuvudort i Kina, Zhejiang Sheng, lat 27,95, long 119,56)
Dajun (kinesiska: 大均乡) är en sockenhuvudort i Kina. Den ligger i provinsen Zhejiang, i den östra delen av landet, omkring 260 kilometer söder om provinshuvudstaden Hangzhou. Antalet invånare är 2 102. Befolkningen består av 979 kvinnor och 1 123 män. Barn under 15 år utgör 14,0 %, vuxna 15-64 år 69 %, och äldre över 65 år 15,0 %.
Runt Dajun är det ganska tätbefolkat, med 78 invånare per kvadratkilometer. Närmaste större samhälle är Shawan, 14,7 km sydväst om Dajun. I omgivningarna runt Dajun växer i huvudsak blandskog.
Genomsnittlig årsnederbörd är 2 328 millimeter. Den regnigaste månaden är juni, med i genomsnitt 383 mm nederbörd, och den torraste är januari, med 67 mm nederbörd.